# Pitlochry

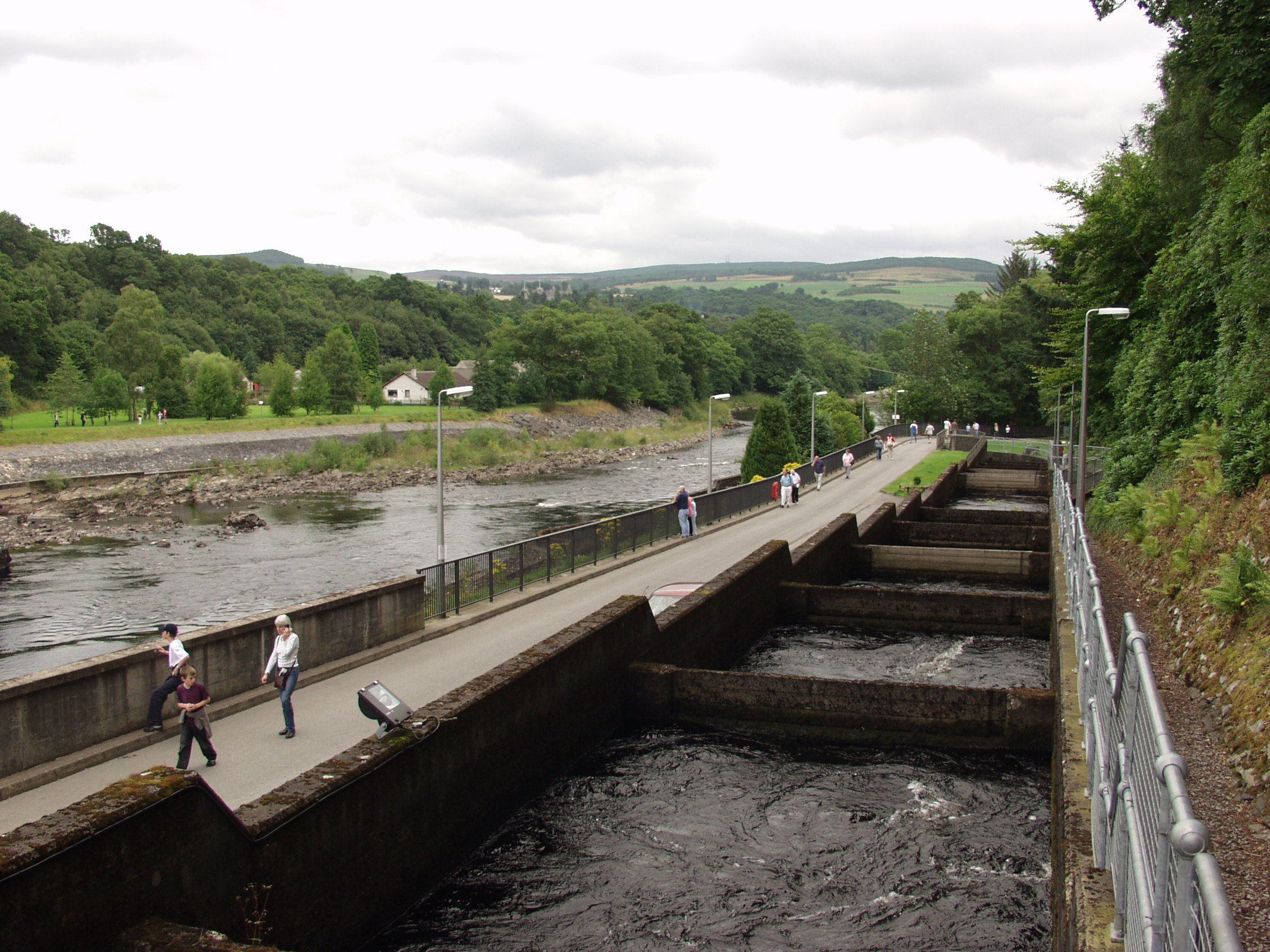
Zalmladder in Pitlochry

Pitlochry (Baile Chloichridh in Schots-Gaelisch) is een burgh in Perthshire in Schotland met een geschatte populatie van 2.776 (2011). Het dorp is gebouwd in traditionele victoriaanse stijl en is gelegen aan de rivier de Tummel en Loch Faskally.

## Geschiedenis
De eerste nederzetting in het gebied waar het huidige Pitlochry is ontstaan, dateert van 1180. Nochtans begon de plaats pas te groeien toen generaal George Wade een weg aanlegde door het dorp in zijn poging het Schotse achterland te ontsluiten tussen 1725 en 1737. Koningin Victoria bezocht de streek in 1842 en treinen bereikten in 1863 voor het eerst deze plaats. Het dorp heeft een spoorwegstation op de Highland Main Line-spoorweg, op de lijn tussen Inverness en Perth.

## Toerisme
Pitlochry en omgeving zijn vandaag een toeristische trekpleister voor in het bijzonder wandelaars en natuurliefhebbers. Ben Vrackie, 841 m hoog, ligt enkele kilometer ten noorden van Pitlochry. Ook de Schiehallion trekt veel wandelaars aan. Daarnaast bevinden zich in het dorp twee Whisky-stokerijen (Edradour & Blair Atholl Distillery), een klein theater en de waterkrachtcentrale van Pitlochry op de Tummel, voornamelijk bekend vanwege de 310 meter lange zalmladder. Pitlochry heeft een aantal Victoriaanse gebouwen bewaard waaronder een overkapping uit gietijzer van een gedeelte van haar hoofdweg Atholl Road.
Nabij Pitlochry ligt de A9 autobaan Inverness-Perth.

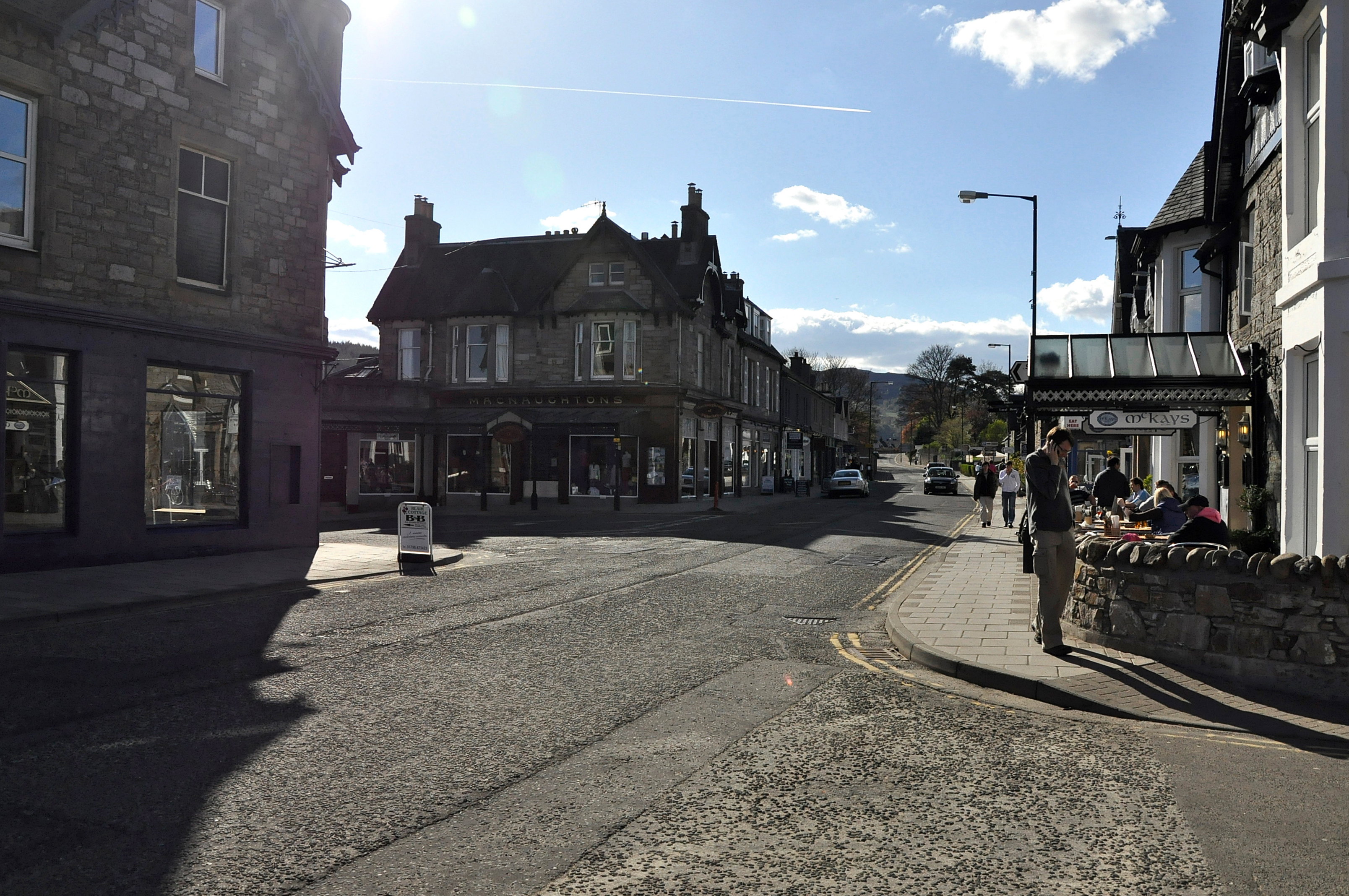
Athol Road
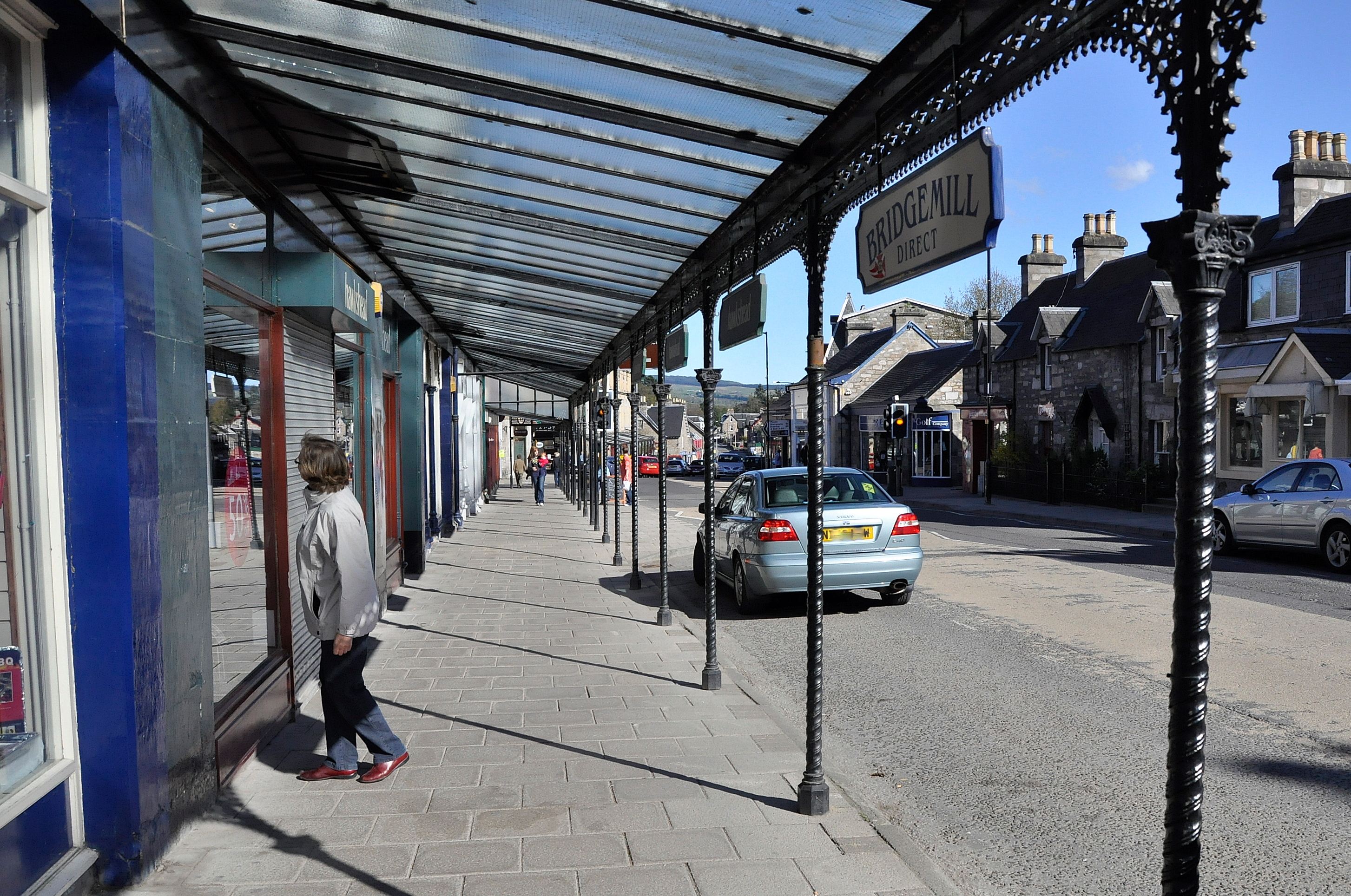
Gietijzerren overkapping op Atholl Road
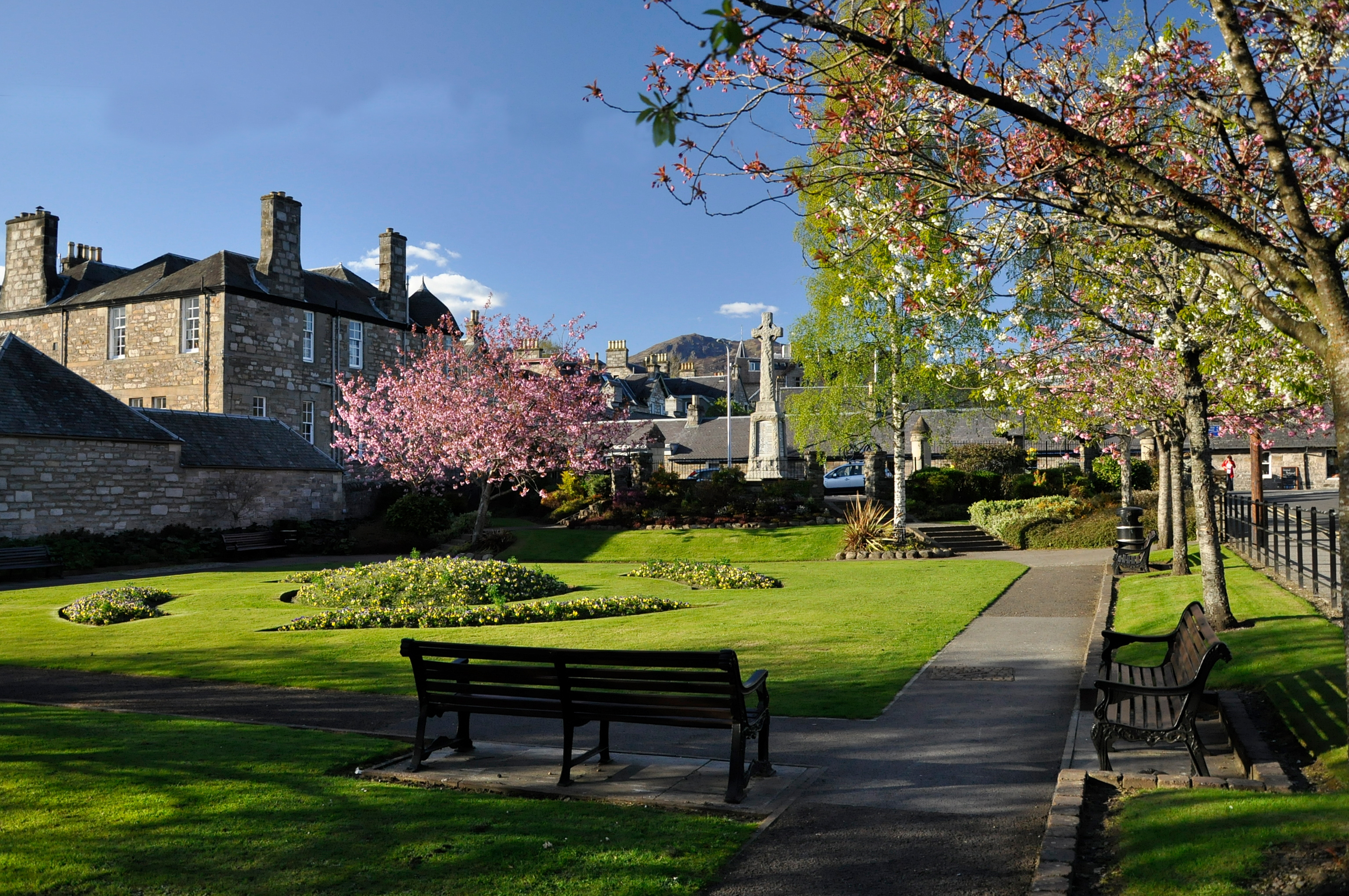
Pleintje langs Ferry Road met Ben Vrackie op de achtergrond